# Harm Vanhoucke
Harm Vanhoucke   (Kortrijk, 17 de juny de 1997) és un ciclista belga. Actualment corre a l'equip Lotto Dstny. En el seu palmarès destaca el Piccolo Giro de Llombardia de 2016 i la Volta a Navarra del 2017.

## Palmarès
- 2016
  - 1r al Piccolo Giro de Llombardia
  - Vencedor d'una etapa al Tour del País de Savoia
- 2017
  - 1r a la Fletxa ardenesa
  - 1r a la Volta a Navarra i vencedor d'una etapa
  - Vencedor d'una etapa al Giro de la Vall d'Aosta
- 2023
  - Vencedor d'una etapa de l'Okolo Jižních Čech

### Resultats a la Volta a Espanya
- 2019. 115è de la classificació general
- 2021. 115è de la classificació general

### Resultats al Giro d'Itàlia
- 2020. 60è de la classificació general
- 2021. 86è de la classificació general
- 2022. Abandona (17a etapa)
- 2023. Abandona (12a etapa)